# Viikinmäki

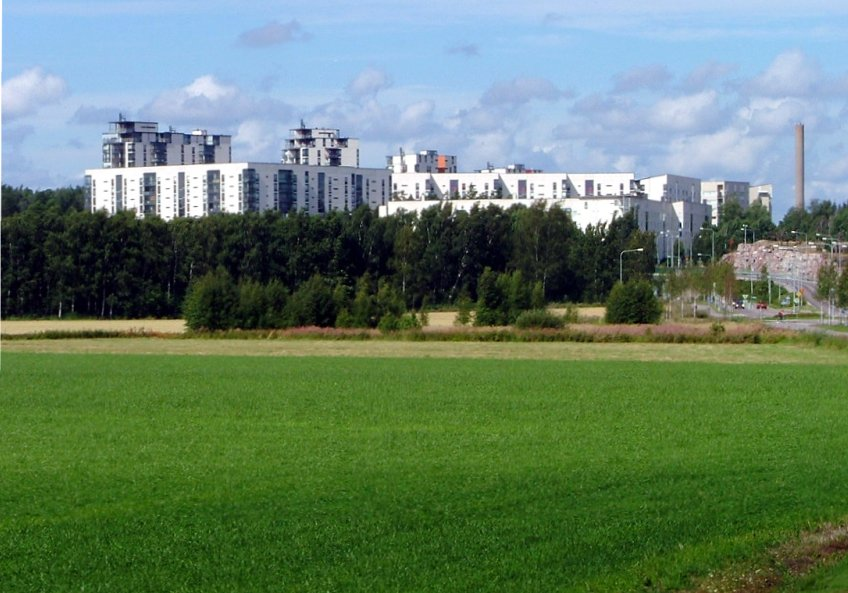
Immeubles d'habitation à Viikinmäki vus des champs de Viikki.

Viikinmäki (en suédois : Viksbacka) est une section du quartier de Viikki à Helsinki en Finlande et du district de Latokartano à Helsinki.

## Description
Viikinmäki a une superficie de 0,62 km2, sa population s'élève à 1 296 habitants(1.1.2010) et elle offre 184 emplois (31.12.2008).